# Eustala novemmamillata
Eustala novemmamillata là một loài nhện trong họ Araneidae.
Loài này thuộc chi Eustala. Eustala novemmamillata được Cândido Firmino de Mello-Leitão miêu tả năm 1941.